# Grand-Fort-Philippe
Grand-Fort-Philippe (Groot-Filipsfort en néerlandais) est une commune française située dans le département du Nord, en région Hauts-de-France.

## Géographie

### Situation
Grand-Fort-Philippe se situe dans le département du Nord à la limite avec le Pas-de-Calais. La commune est située au bord de la mer du Nord et à l'embouchure de l'Aa.
Grand-Fort-Philippe est distante de 23 km de Dunkerque et de 20 km de Calais. Les autres villes importantes à proximité sont Saint-Omer (à 36 km) et Boulogne-sur-Mer (à 53 km). Lille est à 93 km et Paris à 311 km.

### Communications
L'autoroute A16 se trouve à environ 6 km. La gare de Gravelines est située à 3,5 km, la gare TGV la plus proche se trouvant à Dunkerque. La ville est desservie par la ligne 26 de DK'Bus, le service d'autobus de la Communauté urbaine de Dunkerque, à raison d'un bus toutes les 20 minutes en semaine. Grand-Fort-Philippe est également desservie par la ligne 423 reliant Calais à Gravelines du réseau interurbain du Pas-de-Calais.

### Communes limitrophes
| Mer du Nord                        | Mer du Nord                   | Mer du Nord |
| Oye-Plage (Pas-de-Calais)          | Grand-Fort-Philippe           | Gravelines  |
| Saint-Omer-Capelle (Pas-de-Calais) | Saint-Folquin (Pas-de-Calais) | Gravelines  |

### Environnement

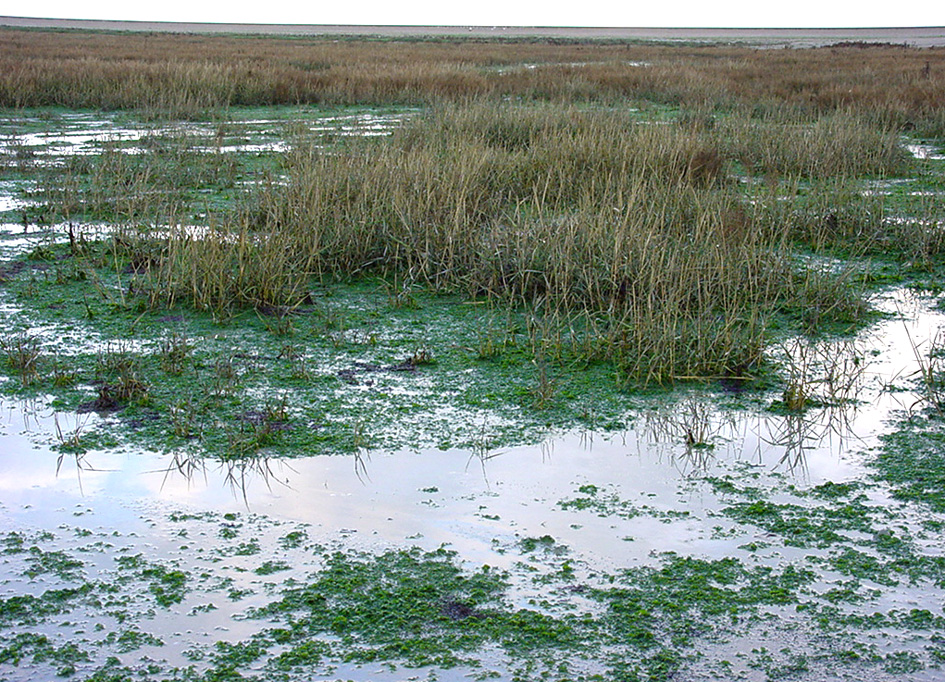
Vasières de Grand-Fort-Philippe.

La commune est située dans un environnement à hauts enjeux patrimoniaux, avec notamment l'Aa, élément important de la trame bleue et de la trame verte et bleue régionales, son estuaire, ses vasières et la réserve naturelle du Platier d'Oye.

### Hydrographie

#### Réseau hydrographique
La commune est située dans le bassin Artois-Picardie. Elle est drainée par le watergang des Grandes Hemmes et un autre petit cours d'eau,.

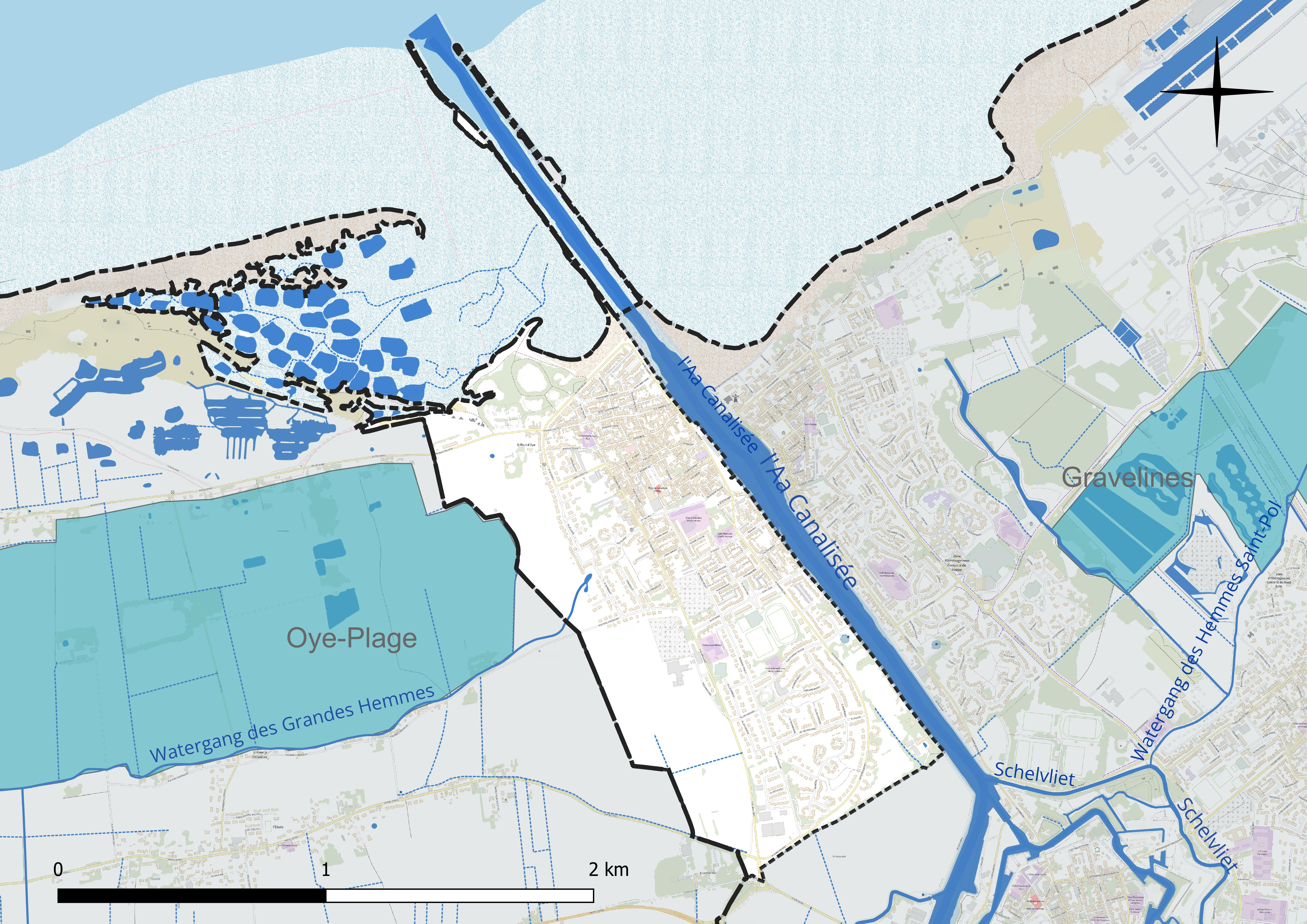
Réseau hydrographique de Grand-Fort-Philippe.

#### Gestion et qualité des eaux
Le territoire communal est couvert par le schéma d'aménagement et de gestion des eaux (SAGE) « Delta de l'Aa ». Ce document de planification concerne un territoire de 1 208 km2 de superficie, délimité par le bassin versant de l'Aa. Le périmètre a été arrêté le 18 août 2000 et le SAGE proprement dit a été approuvé le 15 mars 2010. La structure porteuse de l'élaboration et de la mise en œuvre est l'Institution intercommunale des Wateringues. 
La qualité des cours d'eau peut être consultée sur un site dédié géré par les agences de l'eau et l'Agence française pour la biodiversité. 

### Climat
Pour des articles plus généraux, voir Climat des Hauts-de-France et Climat du Nord.
En 2010, le climat de la commune est de type climat océanique altéré, selon une étude du CNRS s'appuyant sur une série de données couvrant la période 1971-2000. En 2020, Météo-France publie une typologie des climats de la France métropolitaine dans laquelle la commune est exposée à un climat océanique et est dans la région climatique  Côtes de la Manche orientale, caractérisée par un faible ensoleillement (1 550 h/an) ; forte humidité de l'air (plus de 20 h/jour avec humidité relative > 80 % en hiver), vents forts fréquents. 
Pour la période 1971-2000, la température annuelle moyenne est de 10,7 °C, avec une amplitude thermique annuelle de 13,5 °C. Le cumul annuel moyen de précipitations est de 742 mm, avec 12,5 jours de précipitations en janvier et 7,7 jours en juillet. Pour la période 1991-2020, la température moyenne annuelle observée sur la station météorologique la plus proche, située sur la commune de Marck à 12 km à vol d'oiseau, est de 11,0 °C et le cumul annuel moyen de précipitations est de 737,1 mm,. Pour l'avenir, les paramètres climatiques de la commune estimés pour 2050 selon différents scénarios d'émission de gaz à effet de serre sont consultables sur un site dédié publié par Météo-France en novembre 2022.

### Paysages
Pour un article plus général, voir Paysage en France.
La commune s'inscrit dans les « paysages des dunes de la mer du Nord » tels qu’ils sont définis dans l’atlas de paysages de la région Nord-Pas-de-Calais, conçu par la direction régionale de l'Environnement, de l'Aménagement et du Logement (DREAL),. 
Ces paysages concernent 23 communes du Nord et du Pas-de-Calais avec trois pôles d’attraction que sont Calais à l'ouest et Dunkerque à l’est et, dans une moindre mesure, Gravelines au centre où se trouve le delta du fleuve côtier l’Aa. On y distingue trois parallèles : la frange côtière avec son cordon dunaire ; l'ancienne route nationale 1 et l'Autoroute A16.
Ces paysages sont composés d’un cordon dunaire de 60 km typique des paysages nordiques et que l’on retrouve aux Pays-Bas et en Belgique. Ce cordon littoral datant du VIIIe siècle s’est constitué durant la dernière transgression marine et joue un rôle de digue en protégeant la plaine maritime de l’invasion de la mer. Sa taille n’excède pas, en largeur, quelques centaines de mètres et, en hauteur, une dizaine de mètres.
Une particularité de ces paysages est la présence de moëre (marais en flamand), point le plus bas du territoire français, avec une altitude de - 4 m. leur assèchement est entrepris dès 1619 par 23 moulins à vent qui vont pomper l’eau et l’acheminer vers la mer par des watringues. Ces polders, terres gagnées sur la mer,  ainsi constitués sont les plus anciens de l’Europe du Nord.
Les cultures ne représentent que 35 % de ces paysages des dunes de la mer du Nord.
Concernant l'activité humaine, à l’ouest de ces paysages se trouve : la région de Calais, avec le tunnel sous la Manche et l'activité portuaire de Calais tournée vers l’Angleterre ; à l’est, la zone urbaine de Dunkerque et ses installations portuaires et, au centre, la zone de Gravelines avec son port de plaisance et sa centrale nucléaire. 
Sur le plan de la biodiversité, on y observe de nombreux déplacements d’oiseaux marins, côtiers ou terrestres ainsi que des phoques veau-marin installés sur les bancs de sable.

## Urbanisme

### Typologie
Au 1er janvier 2024, Grand-Fort-Philippe est catégorisée petite ville, selon la nouvelle grille communale de densité à sept niveaux définie par l'Insee en 2022.
Elle appartient à l'unité urbaine de Dunkerque, une agglomération intra-départementale regroupant huit  communes, dont elle est une commune de la banlieue,,. Par ailleurs la commune fait partie de l'aire d'attraction de Dunkerque, dont elle est une commune de la couronne,. Cette aire, qui regroupe 66 communes, est catégorisée dans les aires de 200 000 à moins de 700 000 habitants,.
La commune, bordée par la mer du Nord, est également une commune littorale au sens de la loi du 3 janvier 1986, dite loi littoral. Des dispositions spécifiques d'urbanisme s'y appliquent dès lors afin de préserver les espaces naturels, les sites, les paysages et l'équilibre écologique du littoral, tel le principe d'inconstructibilité, en dehors des espaces urbanisés, sur la bande littorale des 100 mètres, ou plus si le plan local d'urbanisme le prévoit.

### Occupation des sols
L'occupation des sols de la commune, telle qu'elle ressort de la base de données européenne d'occupation biophysique des sols Corine Land Cover (CLC), est marquée par l'importance des territoires artificialisés (54,4 % en 2018), en augmentation par rapport à 1990 (51,4 %). La répartition détaillée en 2018 est la suivante :
zones urbanisées (54,4 %), terres arables (16,3 %), zones humides intérieures (16 %), prairies (10 %), zones humides côtières (2,7 %), milieux à végétation arbustive et/ou herbacée (0,7 %). L'évolution de l'occupation des sols de la commune et de ses infrastructures peut être observée sur les différentes représentations cartographiques du territoire : la carte de Cassini (XVIIIe siècle), la carte d'état-major (1820-1866) et les cartes ou photos aériennes de l'IGN pour la période actuelle (1950 à aujourd'hui).

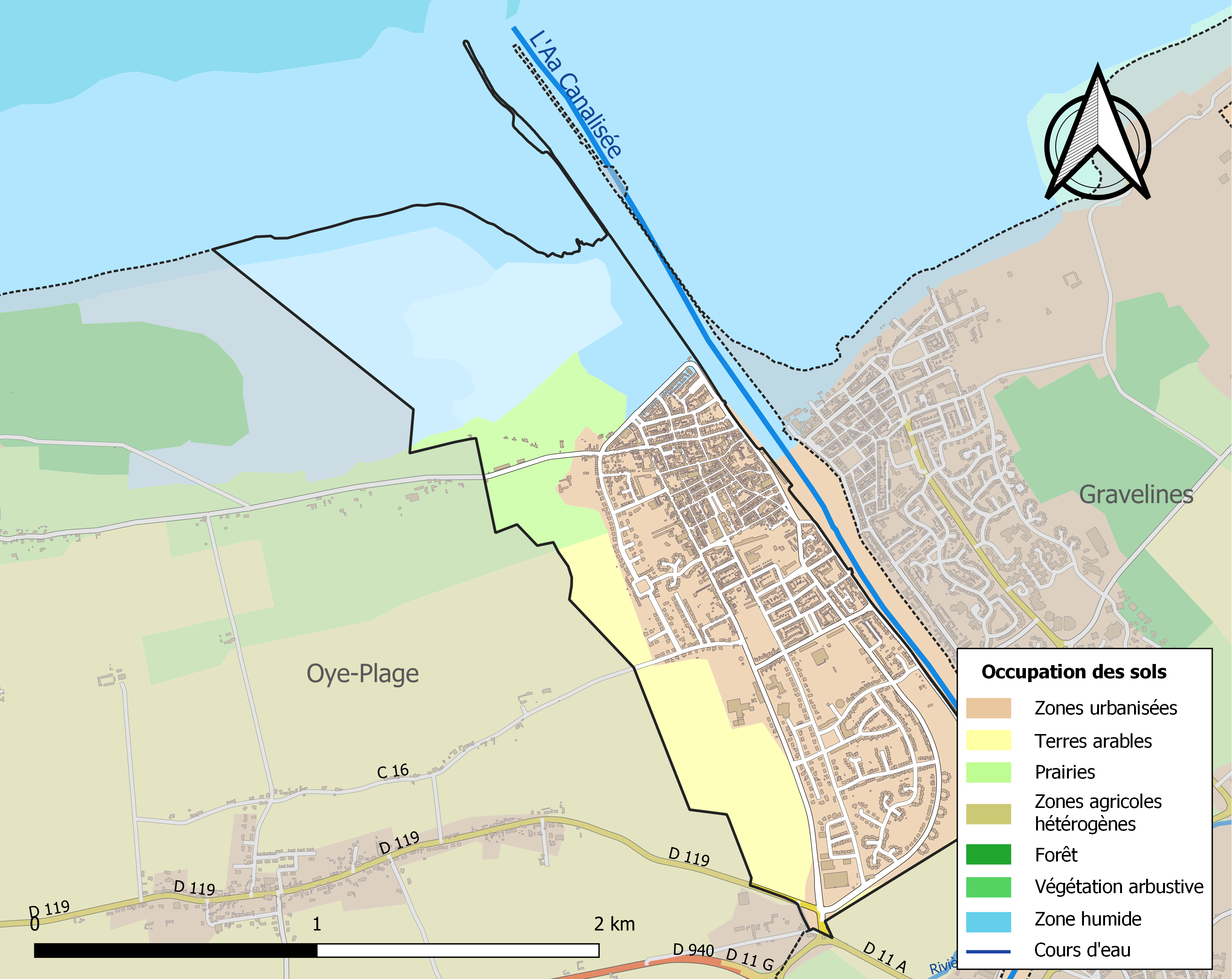
Carte des infrastructures et de l'occupation des sols de la commune en 2018 (CLC).

## Toponymie
La commune de Grand-Fort-Philippe doit son nom au fort qui avait été construit au XVIe siècle par les troupes espagnoles, qui portait le nom de Philippe II d'Espagne. Un hameau de pêcheurs, baptisé simplement « Fort-Philippe » voit par la suite le jour (voir ci-dessous). Le préfixe « Grand » est apparu au XIXe siècle, pour différencier le village du hameau naissant sur l'autre rive du chenal de l'Aa, alentour de la Ville des Smogglers, qui lui prit le nom de « Petit-Fort-Philippe ». Toutefois, avant l'indépendance de la commune, d'autres appellations furent utilisées pour différencier les deux hameaux, comme « Fort-Philippe-Sud / Nord » ; « Fort-Philippe-Plage »...

## Histoire
Malgré sa jeunesse communale, l'emplacement de cette petite ville a été très vite occupé, dès lors que les terres ont avancé vers la mer.
Après la bataille de Gravelines de  1558, la ville de Gravelines est estimée trop vulnérable depuis la mer. On construit donc un poste avancé fortifié proche de la mer, par la volonté du roi d'Espagne Philippe II. Une première garnison l'occupe en 1586.
En 1635/38 que les Espagnols creusent un canal allant de Gravelines vers la mer du Nord. Et, à l'emplacement dit de la « Flaque aux Espagnols », ils renforcent à l'ouest l'ouvrage fortifié en forme de corne et à l'est un petit bastion, pour protéger l'écluse, l'ensemble prenant le nom de « Fort Saint-Philippe » du nom du roi Philippe II. L'objectif est double : défendre la ville, développer le port, en détournant l'Aa et en creusant un chenal entre la ville et la mer. cette dernière idée, fort ancienne, n'a pas été mis en œuvre plus tôt , à cause des guerres>. l'ouvrage, maintes fois endommagé, rétabli, abandonné, repris,  ne sera d'ailleurs vraiment terminé qu'en 1740.
Pendant l'hiver 1638, les Français détruisent l'écluse de la mer et la défense du chenal est abandonnée par les forces militaires. La protection naturelle de la digue contre les hautes marées à l'ouest et l'avancée des dunes permet l'apparition de quelques chaumières agricoles. Le fort Philippe est devenu français le 7 novembre 1659, par la signature du traité des Pyrénées, entre la France et l'Espagne.
En 1740, Louis XV décide de reprendre les travaux de creusement du canal. L'ensablement progressif à l'est provoque le départ de quelques marins pêcheurs « des Huttes », pour s'installer à l'ouest de « l'Habe » (comprendre : havre). C'est ainsi que naissent « les Huttes du Fort- Philippe ». Tout au long du XVIIIe siècle, la population croît régulièrement, pour arriver en 1785 à 20 chefs de famille pratiquant la pêche : Agez, Creton, Daubercourt, Dollet (ou Daullé), Dubois, Fournier, Lamour, Lefebvre, Lemaire, Noyel, Plachot, Potier, Wadoux.
Au début du XIXe siècle, le problème de l'éducation est posé et Marc Finot ouvre une classe qui est officialisée en 1811. Le revenu des terres étant supprimé en 1864, l'école devient payante. Sur une initiative des maîtres de pêche, une collecte est organisée en janvier 1876 pour acquérir une maison permettant l'agrandissement de l'école. C'est aussi, à la suite d'une souscription des Fort-Philippois et grâce à la ténacité du chanoine Jacques Masselis, que la première pierre de l'église est posée le 1er octobre 1860 et ouverte au culte deux ans plus tard. Les marins en feront don à la ville en 1865. La population se multiplie par 6 en 75 ans malgré deux épidémies de choléra en 1849 et 1866 qui donneront respectivement 59 et 75 décès.
L'autonomie de Grand-Fort-Philippe est réclamée à trois reprises en 1848 et 1862, mais c'est celle du 22 février 1881 qui est acceptée par approbation du conseil municipal de Gravelines, alors dirigé par le maire Demarle-Fétel, et par décret en date du 15 juillet 1883, et mis en application le 1er janvier 1884. Le 27 janvier, le conseil municipal, qui a été élu le 13, se réunit pour l'élection du premier maire de la commune ; c'est Charles Eugène Carney qui est désigné, alors que Joseph Leprêtre (1816 - 1900) est élu adjoint au maire. Joseph Leprêtre, chevalier de la légion d'honneur, est pilote du port de Gravelines et patron du canot de sauvetage (133 personnes et 3 équipages lui doivent la vie). La place de l'hôtel de ville porte le nom de celui qui sera maire de 1894 à 1900.
Pour ces premiers élus tout est à faire. Les ressources municipales sont les taxes récoltées sur les entrées des marchandises dans le village (octroi), mais le problème le plus grave reste l'insalubrité. En effet, Grand-Fort-Philippe n'a échappé à aucune épidémies de choléra (en 1892 il y a encore 35 décès sur les 80 cas), et il faut attendre 2 à 3 années pour voir l'ouverture de travaux d'assainissement.
C'est à cette époque que l'identité locale de Grand-Fort-Philippe se forge à partir de son patois d'abord, un patois d'origine picarde mâtiné de termes maritimes, qui permet de se différencier des gens "del ville" (de Gravelines, ville flamande) mais aussi de ses coutumes et de ses pratiques alimentaires tournées vers la conservation du poisson.
Pour pallier l'effectif grandissant de l'école publique, l'abbé Haan, curé de la paroisse, convainc quelques personnes charitables d'acheter l'ancienne salle de bal pour en faire deux salles de classe. En septembre 1889, l'école Saint-Paul ouvre ses portes avec à sa direction les Sœurs de Saint Paul de Chartres.

### Période contemporaine
Toutes les municipalités qui vont se succéder pendant la première moitié du XXe siècle auront comme objectifs de développer la production de pêche, l'éducation des jeunes Philippois et l'assainissement des rues, malgré les différents malheurs qui s'abattent sur ce bourg : 1888 et 1895, années noires pour les pêcheurs, la Grande Guerre qui fait 138 soldats morts pour la France et la crise des années 1930 qui élimine l'activité maritime des Islandais.
13 janvier 1911   Lors d'une terrible tempête de nombreux bateaux de pêche sont en mer. 17 hommes seront sauvés par un pêcheur, le patron Wallecome, et le canot de la Société Centrale de Sauvetage des Naufragés commandé par Alfred Brunet. Cette tempête qui laissera de nombreux orphelins sera appelé Janvier noir par le journal Le Grand Écho du Nord de la France.
Après ces trop nombreux naufrages la population des pêcheurs des Fort Philippe est frappée de plein fouet par le manque de bateau pour survivre. Certains quitteront la côte pour aller travailler dans les mines. Cette multitude de naufrages créera un mouvement de solidarité envers la population. Le département du Nord montrera sa générosité en allouant 5 000 francs à la commune.

#### Première Guerre mondiale
Pendant la Première Guerre mondiale, Grand-Fort-Philippe est à l'arrière du front qui part de Nieuport, suit le cours de l'Yser vers les monts des Flandres. En 1916 et 1917, le village placé sous l'autorité du commandement d'étapes (service de l'armée de terre organisant le stationnement et le passage de troupes) de Gravelines, de même que Bourbourg-ville et Bourbourg-Campagne, Saint-Pierre-Brouck, Loon-Plage, Grande Synthe, etc. est le lieu de passage et de cantonnement de troupes, soldats français et belges, de répartition entre les communes concernées de travailleurs agricoles (136 à 143 selon les moments), de décision de fermetures temporaires d'établissements, notamment les cabarets ayant servi à boire aux soldats en dehors des heures règlementaires, etc..

#### Seconde Guerre mondiale
Durant la Seconde Guerre mondiale, la ville est prise par les Allemands, après une journée de résistance au lieu-dit « Le Cochon Noir ». Grand-Fort-Philippe est libérée le 7 septembre 1944 par les troupes canadiennes. Les gens du Grand-Fort ont toujours fait face avec courage et solidarité à toutes ces tourmentes.

## Politique et administration
La ville est membre de la communauté urbaine de Dunkerque (Dunkerque grand littoral).

### Élection présidentielle de 2007
| Candidats            | Nombre de voix | %Exprimés | Parti Politique                     |
| -------------------- | -------------- | --------- | ----------------------------------- |
| Olivier Besancenot   | 251            | 7,02      | Nouveau Parti anticapitaliste       |
| Marie-George Buffet  | 56             | 1,57      | Parti communiste français           |
| Gérard Schivardi     | 14             | 0,39      | Parti ouvrier indépendant           |
| François Bayrou      | 359            | 10,04     | Mouvement démocrate                 |
| José Bové            | 24             | 0,67      | Les Verts                           |
| Dominique Voynet     | 44             | 1,23      | Ecologiste                          |
| Philippe de Villiers | 86             | 2,41      | Mouvement pour la France            |
| Ségolène Royal       | 866            | 24,22     | Parti socialiste                    |
| Frédéric Nihous      | 231            | 6,46      | Chasse, pêche, nature et traditions |
| Jean-Marie Le Pen    | 756            | 21,15     | Front national                      |
| Arlette Laguiller    | 91             | 2,55      | Lutte ouvrière                      |
| Nicolas Sarkozy      | 797            | 22,29     | Union pour un mouvement populaire   |

| Candidats       | Nombre de voix | %Exprimés | Parti Politique                   |
| --------------- | -------------- | --------- | --------------------------------- |
| Nicolas Sarkozy | 1655           | 47,49     | Union pour un mouvement populaire |
| Ségolène Royal  | 1830           | 52,51     | Parti socialiste                  |

### Élections législatives de 2007
| Candidats         | Nombre de voix | %Exprimés | Parti Politique                     |
| ----------------- | -------------- | --------- | ----------------------------------- |
| Gilles Willeman   | 74             | 3,01      | Communiste                          |
| Léon Panier       | 701            | 28,53     | Divers gauche                       |
| Maurice Hernoult  | 30             | 1,22      | Ecologiste                          |
| Martine Beuraert  | 35             | 1,42      | Les Verts                           |
| Christian Hutin   | 629            | 25,60     | Parti socialiste                    |
| Roger Cuvelier    | 20             | 0,81      | Extrême droite                      |
| Sylvain Madacsi   | 41             | 1,67      | Ligue communiste révolutionnaire    |
| Patrick Lebrun    | 104            | 4,23      | Chasse, pêche, nature et traditions |
| Laure Bourel      | 34             | 1,38      | Lutte ouvrière                      |
| Pilar Surgers     | 57             | 2,32      | Mouvement démocrate                 |
| Yannick Le Floc'h | 141            | 5,74      | Front national                      |
| Jacqueline Gabant | 566            | 23,04     | Union pour un mouvement populaire   |
| Jeannine Gall     | 8              | 0,33      | Divers                              |

| Candidats         | Nombre de voix | %Exprimés | Parti Politique                   |
| ----------------- | -------------- | --------- | --------------------------------- |
| Christian Hutin   | 1295           | 57,79     | Parti socialiste                  |
| Jacqueline Gabant | 946            | 42,21     | Union pour un mouvement populaire |

### Élections municipales de 2008
| Candidats       | Nombre de voix | %Exprimés | Parti Politique  |
| --------------- | -------------- | --------- | ---------------- |
| Joël Demazières | 1787           | 56,32     | Divers Gauche    |
| Yves Leprêtre   | 1396           | 43,68     | Parti socialiste |

### Élections européennes de 2009
| Candidats (ou liste)   | Nombre de voix | %Exprimés | Parti Politique                   |
| ---------------------- | -------------- | --------- | --------------------------------- |
| Thierry Grégoire       | 37             | 2,61      | Divers Droite                     |
| Bernard Frau           | 42             | 2,96      | Divers                            |
| Jacky Hénin            | 83             | 5,85      | Parti communiste français         |
| Hélène Flautre         | 92             | 6,48      | Europe Écologie Les Verts         |
| Louis Daniel Gourmelen | 0              | 0,00      | Extrême gauche                    |
| Marine Le Pen          | 203            | 14,31     | Front national                    |
| Gilles Pargneaux       | 368            | 25,93     | Parti socialiste                  |
| Frédéric Nihous        | 127            | 8,95      | Divers Droite                     |
| Virginie Verhassel     | 0              | 0,00      | Divers Gauche                     |
| Martine Audo           | 0              | 0,00      | Divers                            |
| Christine Poupin       | 107            | 7,54      | Nouveau Parti anticapitaliste     |
| Dominique Riquet       | 221            | 15,57     | Union pour un mouvement populaire |
| Éric Pecqueur          | 40             | 2,82      | Lutte ouvrière                    |
| Dominique Fachon       | 0              | 0,00      | Divers Droite                     |
| Carl Lang              | 20             | 1,41      | Extrême Droite                    |
| Jean-Michel Vernochet  | 0              | 0,00      | Divers                            |
| Jacques Borie          | 1              | 0,07      | Divers                            |
| Corinne Lepage         | 78             | 5,50      | Mouvement démocrate               |

### Élection présidentielle de 2012
| Candidats             | Nombre de voix | %Exprimés | Parti Politique                            |
| --------------------- | -------------- | --------- | ------------------------------------------ |
| Eva Joly              | 26             | 0,78      | Europe Écologie Les Verts                  |
| Marine Le Pen         | 1039           | 31,08     | Front national                             |
| Nicolas Sarkozy       | 567            | 16,96     | Union pour un mouvement populaire          |
| Jean-Luc Mélenchon    | 288            | 8,62      | Front de gauche, Parti communiste français |
| Philippe Poutou       | 41             | 1,23      | Nouveau Parti anticapitaliste              |
| Nathalie Arthaud      | 25             | 0,75      | Lutte ouvrière                             |
| Jacques Cheminade     | 14             | 0,42      | Solidarité et progrès                      |
| François Bayrou       | 152            | 4,55      | Mouvement démocrate                        |
| Nicolas Dupont-Aignan | 55             | 1,65      | Debout la France                           |
| François Hollande     | 1136           | 33,98     | Parti socialiste                           |

| Candidats         | Nombre de voix | %Exprimés | Parti Politique                   |
| ----------------- | -------------- | --------- | --------------------------------- |
| Nicolas Sarkozy   | 1244           | 40,13     | Union pour un mouvement populaire |
| François Hollande | 1856           | 59,87     | Parti socialiste                  |

### Élections législatives de 2012
| Candidats                | Nombre de voix | %Exprimés | Parti Politique                   |
| ------------------------ | -------------- | --------- | --------------------------------- |
| Jean-Pierre Decool       | 378            | 17,30     | Union pour un mouvement populaire |
| Martine Beuraert         | 22             | 1,01      | Mouvement démocrate               |
| José Szymaniak           | 27             | 1,24      | Europe Écologie Les Verts         |
| Delphine Castelli        | 89             | 4,07      | Front de gauche                   |
| David Haillant           | 23             | 1,05      | Extrême gauche                    |
| Jean Schepman            | 1153           | 52,77     | Parti socialiste                  |
| Claire Raimbault         | 11             | 0,50      | Extrême gauche                    |
| Jean-François Vendeville | 482            | 22,06     | Front national                    |

| Candidats          | Nombre de voix | %Exprimés | Parti Politique                   |
| ------------------ | -------------- | --------- | --------------------------------- |
| Jean-Pierre Decool | 650            | 31,85     | Union pour un mouvement populaire |
| Jean Schepman      | 1391           | 68,15     | Parti socialiste                  |

### Élections municipales de 2014
| Liste                                   | Nombre de voix | %Exprimés | Parti Politique |
| --------------------------------------- | -------------- | --------- | --------------- |
| VivrEnsembre                            | 1097           | 38,68     | Divers Gauche   |
| Grand-Fort Autrement                    | 1134           | 37,92     | Divers Gauche   |
| Un nouveau cap pour Grand-Fort-Philippe | 759            | 25,38     | Divers Gauche   |

| Listes                                  | Nombre de voix | %Exprimés | Parti Politique |
| --------------------------------------- | -------------- | --------- | --------------- |
| VivrEnsemble                            | 1318           | 41,34     | Divers Gauche   |
| Grand-Fort Autrement                    | 1287           | 40,37     | Divers Gauche   |
| Un nouveau cap pour Grand-Fort-Philippe | 583            | 18,28     | Divers Gauche   |

### Élections européennes de 2014
| Listes                                                                                          | Nombre de voix | %Exprimés | Parti Politique                                                      |
| ----------------------------------------------------------------------------------------------- | -------------- | --------- | -------------------------------------------------------------------- |
| Lutte Ouvrière faire entendre le camp des travailleurs                                          | 43             | 2,75      | Lutte ouvrière                                                       |
| Liste Europe Écologie                                                                           | 52             | 3,33      | Europe Écologie Les Verts                                            |
| Féministes pour une Europe Solidaire                                                            | 0              | 0,00      | Divers                                                               |
| Radicalement Citoyen                                                                            | 0              | 0,00      | Divers                                                               |
| Citoyen du vote blanc                                                                           | 12             | 0,77      | Divers                                                               |
| Pour une Europe des travailleurs et des peuples, envoyons valser l'austérité et le gouvernement | 7              | 0,45      | Nouveau Parti anticapitaliste                                        |
| Europe Décroissance Nord-Ouest                                                                  | 0              | 0,00      | Divers                                                               |
| UPR Nord-Ouest                                                                                  | 6              | 0,38      | Union populaire républicaine                                         |
| Non à l'austérité, pour l'Humain d'Abord, liste du Front de Gauche                              | 92             | 5,89      | Front de gauche                                                      |
| Nous Citoyens                                                                                   | 9              | 0,58      | Nous Citoyens                                                        |
| UDI MODEM Les Européens, liste soutenue par François                                            | 77             | 4,93      | Union des Démocrates et Indépendants, Mouvement démocrate            |
| Choisir notre Europe                                                                            | 234            | 14,99     | Parti Socialiste, Parti Socialiste Européen, Parti radical de gauche |
| Nouvelle Donne                                                                                  | 27             | 1,73      | Nouvelle Donne                                                       |
| Espéranto, langue commune et équitable pour l'Europe                                            | 1              | 0,06      | Espéranto                                                            |
| Pour la France, agir en Europe. Avec Jérome Lavrilleux                                          | 161            | 10,31     | Union pour un mouvement populaire                                    |
| Liste Bleu Marine, OUI à la France, NON à Bruxelles                                             | 754            | 48,30     | Front national, Rassemblement bleu Marine                            |
| Europe Citoyenne                                                                                | 3              | 0,19      | Divers                                                               |
| Parti Fédéraliste Européen                                                                      | 3              | 0,19      | Parti fédéraliste européen                                           |
| Debout La France ! Ni Système, ni Extrême ! Avec Nicolas Dupont-Aignan                          | 65             | 4,16      | Debout la France                                                     |
| Communistes                                                                                     | 0              | 0,00      | Extrême gauche                                                       |
| Les pirates pour une Europe des Citoyens                                                        | 4              | 0,26      | Parti pirate                                                         |
| Force Vie Nord-Ouest                                                                            | 11             | 0,70      | Divers Droite                                                        |

| Grands groupes politiques | Nombre de listes | Effectifs en nombres de voix | Effectifs en %Exprimés |
| ------------------------- | ---------------- | ---------------------------- | ---------------------- |
| Droite - Centre           | 5                | 323                          | 20,68                  |
| Extrême droite            | 1                | 754                          | 48,30                  |
| Extrême gauche            | 4                | 142                          | 9,09                   |
| Gauche                    | 3                | 313                          | 20,05                  |
| Divers                    | 9                | 29                           | 1,85                   |

### Élections départementales de 2015
| Candidats                             | Nombre de voix | %Exprimés | Parti Politique                                                                      |
| ------------------------------------- | -------------- | --------- | ------------------------------------------------------------------------------------ |
| François Rosseel et Sophie Coudevylle | 230            | 12,27     | Union pour un mouvement populaire                                                    |
| Bertrand Ringot et Isabelle Fernandez | 878            | 46,83     | Parti socialiste, Parti radical de gauche                                            |
| Chantal Denis et Laurent Renaudin     | 706            | 37,65     | Front national                                                                       |
| Najate Belkala et Dany Wallyn         | 61             | 3,25      | Parti communiste français, Front de gauche, Europe Écologie Les Verts, Divers gauche |

| Candidats                             | Nombre de voix | %Exprimés | Parti Politique  |
| ------------------------------------- | -------------- | --------- | ---------------- |
| Bertrand Ringot et Isabelle Fernandez | 1054           | 57,07     | Parti socialiste |
| Chantal Denis et Laurent Renaudin     | 793            | 42,93     | Front national   |

### Élections régionales de 2015
| Tête de liste        | Nombre de voix | %Exprimés | Parti Politique              |
| -------------------- | -------------- | --------- | ---------------------------- |
| Marine Le Pen        | 1247           | 55,35     | Front national               |
| Pierre de Saintignon | 468            | 20,77     | Parti socialiste             |
| Xavier Bertrand      | 288            | 12,78     | Les Républicains             |
| Fabien Roussel       | 72             | 3,20      | Front de gauche              |
| Sandrine Rousseau    | 59             | 2,62      | Europe Écologie Les Verts    |
| Éric Pecquer         | 53             | 2,35      | Lutte ouvrière               |
| Jean-Philippe Tanguy | 36             | 1,60      | Debout la France             |
| Sylvain Blondel      | 21             | 0,93      | Nous Citoyens                |
| Éric Mascaro         | 9              | 0,40      | Union populaire républicaine |

| Tête de liste   | Nombre de voix | %Exprimés | Parti Politique  |
| --------------- | -------------- | --------- | ---------------- |
| Xavier Bertrand | 1295           | 54,41     | Les Républicains |
| Marine Le Pen   | 1095           | 45,59     | Front national   |

Source : interieur.gouv.fr

### Liste des maires

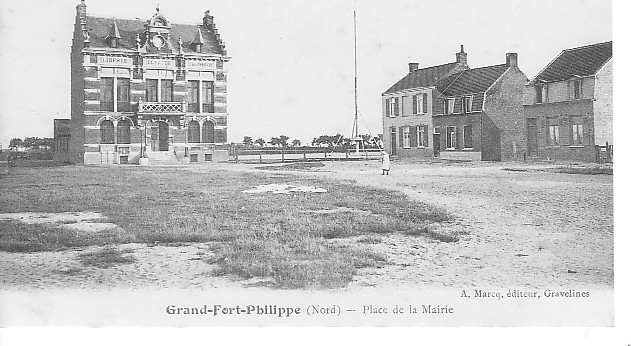
Mairie

| Période                                  | Période        | Identité                                      | Étiquette | Qualité |
| ---------------------------------------- | -------------- | --------------------------------------------- | --------- | --- |
| 1884                                     | 1892           | Charles-Eugène Carney                         |           | |
| 1892                                     | 1894           | Léon Corne                                    |           | |
| 1894                                     | 1900           | Joseph Leprêtre                               |           | Pilote du port de Gravelines, Patron du canot de sauvetage                                                                                          |
| 1900                                     | 1908           | Jules-Eugène Merlin-Muchery                   |           | |
| 1908                                     | 1917           | Jules-Pierre-Édouard Merlen-Lavallée          |           | |
| 1917                                     | 1925           | Eugène Dumon                                  |           | |
| 1925                                     | 1935           | Mary-Léon Marchal                             |           | |
| 1935                                     | 1941           | Jules Talleux                                 |           | |
| 1941                                     | 1944           | Jules Merlen                                  |           | |
| 1944                                     | 1959           | Henri Bodot                                   | SFIO      | |
| 1959                                     | 1965           | Henri Hayotte                                 | SFIO      | |
| 1965                                     | 1983           | Pierre Pleuvret                               | RI        | Expert Comptable |
| 1983                                     | 2008           | Yves Leprêtre                                 | PS        | Vice-président de la Communauté urbaine de Dunkerque de 1989 à 2008.                                                                                |
| 2008                                     | 2014           | Joël Demazières                               | DVG       | |
| 2014                                     | 2020           | Sony Clinquart Réélu pour le mandat 2020-2026 | DVG       | Cadre du secteur privé Vice-président de la Communauté urbaine de Dunkerque.                                                                        |
| 24 octobre 2020                          | 7 février 2021 | Délégation spéciale                           |           | |
| 7 février 2021                           | En cours       | Sony Clinquart                                | DVG       | Cadre du secteur privé Vice-président de la Communauté urbaine de Dunkerque Réélu lors de l'élection municipale partielle des 24 et 31 janvier 2021 |
| Les données manquantes sont à compléter. |                |                                               |           | |

## Population et société

### Démographie

#### Évolution démographique
L'évolution du nombre d'habitants est connue à travers les recensements de la population effectués dans la commune depuis 1886. Pour les communes de moins de 10 000 habitants, une enquête de recensement portant sur toute la population est réalisée tous les cinq ans, les populations de référence des années intermédiaires étant quant à elles estimées par interpolation ou extrapolation. Pour la commune, le premier recensement exhaustif entrant dans le cadre du nouveau dispositif a été réalisé en 2006.

En 2022, la commune comptait 4 901 habitants, en évolution de −3,54 % par rapport à 2016 (Nord : +0,51 %, France hors Mayotte : +2,11 %).
| 1886  | 1891  | 1896  | 1901  | 1906  | 1911  | 1921  | 1926  | 1931  |
| ----- | ----- | ----- | ----- | ----- | ----- | ----- | ----- | ----- |
| 2 641 | 2 842 | 3 029 | 3 259 | 3 502 | 3 550 | 3 387 | 3 535 | 3 688 |

| 1936  | 1946  | 1954  | 1962  | 1968  | 1975  | 1982  | 1990  | 1999  |
| ----- | ----- | ----- | ----- | ----- | ----- | ----- | ----- | ----- |
| 3 730 | 3 792 | 4 140 | 4 662 | 4 712 | 5 880 | 6 611 | 6 477 | 6 078 |

| 2006  | 2011  | 2016  | 2021  | 2022  | - | - | - | - |
| ----- | ----- | ----- | ----- | ----- | - | - | - | - |
| 5 582 | 5 377 | 5 081 | 4 977 | 4 901 | - | - | - | - |

#### Pyramide des âges
La population de la commune est relativement jeune.
En 2018, le taux de personnes d'un âge inférieur à 30 ans s'élève à 33,5 %, soit en dessous de la moyenne départementale (39,5 %). À l'inverse, le taux de personnes d'âge supérieur à 60 ans est de 27,8 % la même année, alors qu'il est de 22,5 % au niveau départemental.
En 2018, la commune comptait 2 450 hommes pour 2 671 femmes, soit un taux de 52,16 % de femmes, légèrement supérieur au taux départemental (51,77 %).
Les pyramides des âges de la commune et du département s'établissent comme suit.
| Hommes | Classe d’âge | Femmes |
| ------ | ------------ | ------ |
| 0,3    | 90 ou +      | 0,9    |
| 5,6    | 75-89 ans    | 9,7    |
| 19,0   | 60-74 ans    | 19,7   |
| 21,6   | 45-59 ans    | 20,6   |
| 18,2   | 30-44 ans    | 17,1   |
| 17,0   | 15-29 ans    | 16,4   |
| 18,3   | 0-14 ans     | 15,6   |

| Hommes | Classe d’âge | Femmes |
| ------ | ------------ | ------ |
| 0,5    | 90 ou +      | 1,4    |
| 5,3    | 75-89 ans    | 8,1    |
| 14,8   | 60-74 ans    | 16,2   |
| 19,1   | 45-59 ans    | 18,4   |
| 19,5   | 30-44 ans    | 18,7   |
| 20,7   | 15-29 ans    | 19,1   |
| 20,2   | 0-14 ans     | 18     |

### Enseignement
Il y a à Grand-Fort-Philippe:
- 2 écoles maternelles publiques;
- 1 école primaire publique (Georges Manier)
- 1 collège (Jean Monnet)
- 1 école maternelle et primaire privée (Saint-Paul), affiliée au réseau Janssoone

## Sports
Le ministère des sports a décompté 17 équipements sportifs sur le territoire de la commune en 2013.

## Culture locale et patrimoine

### Lieux et monuments

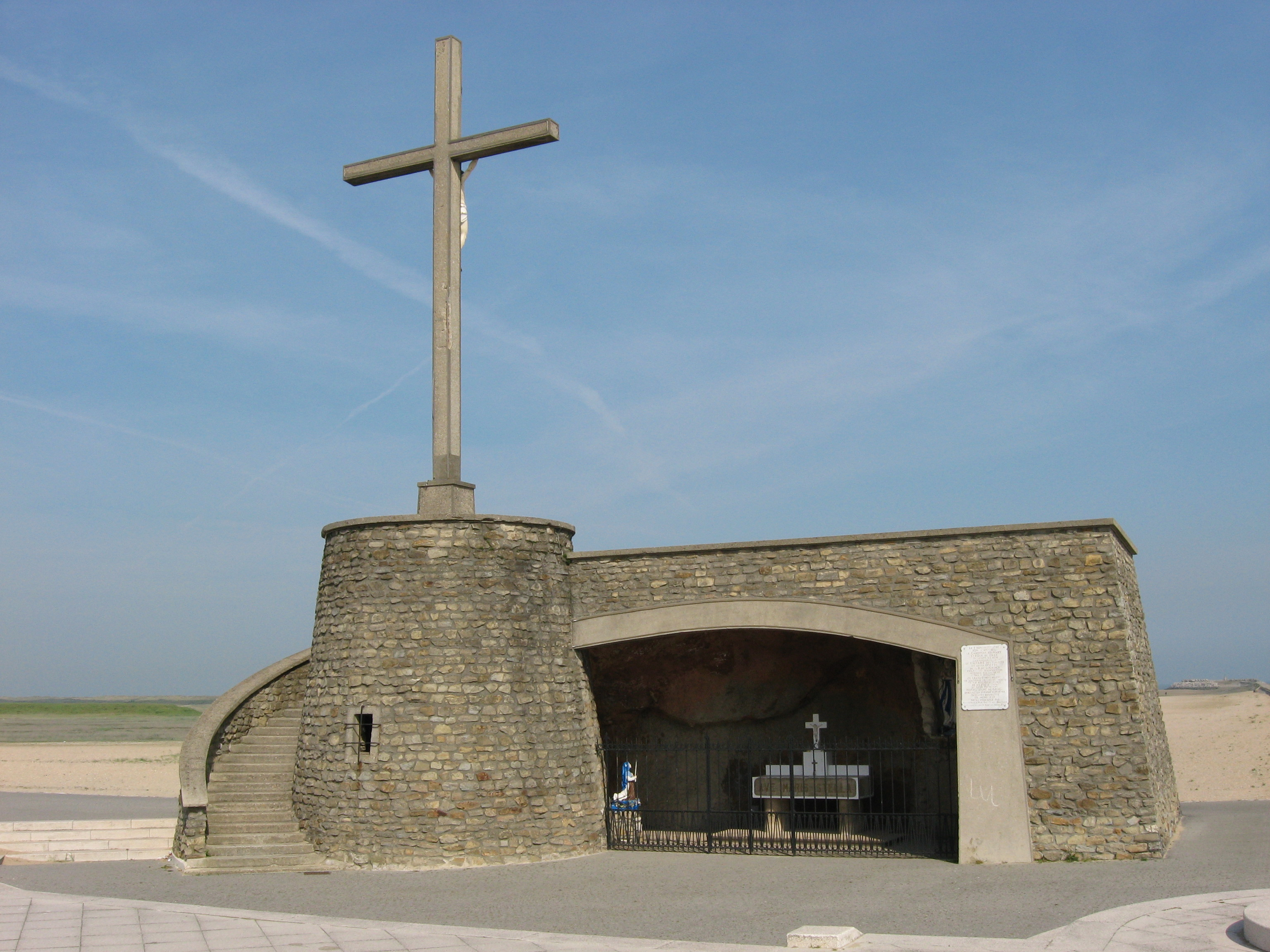
Le calvaire des marins

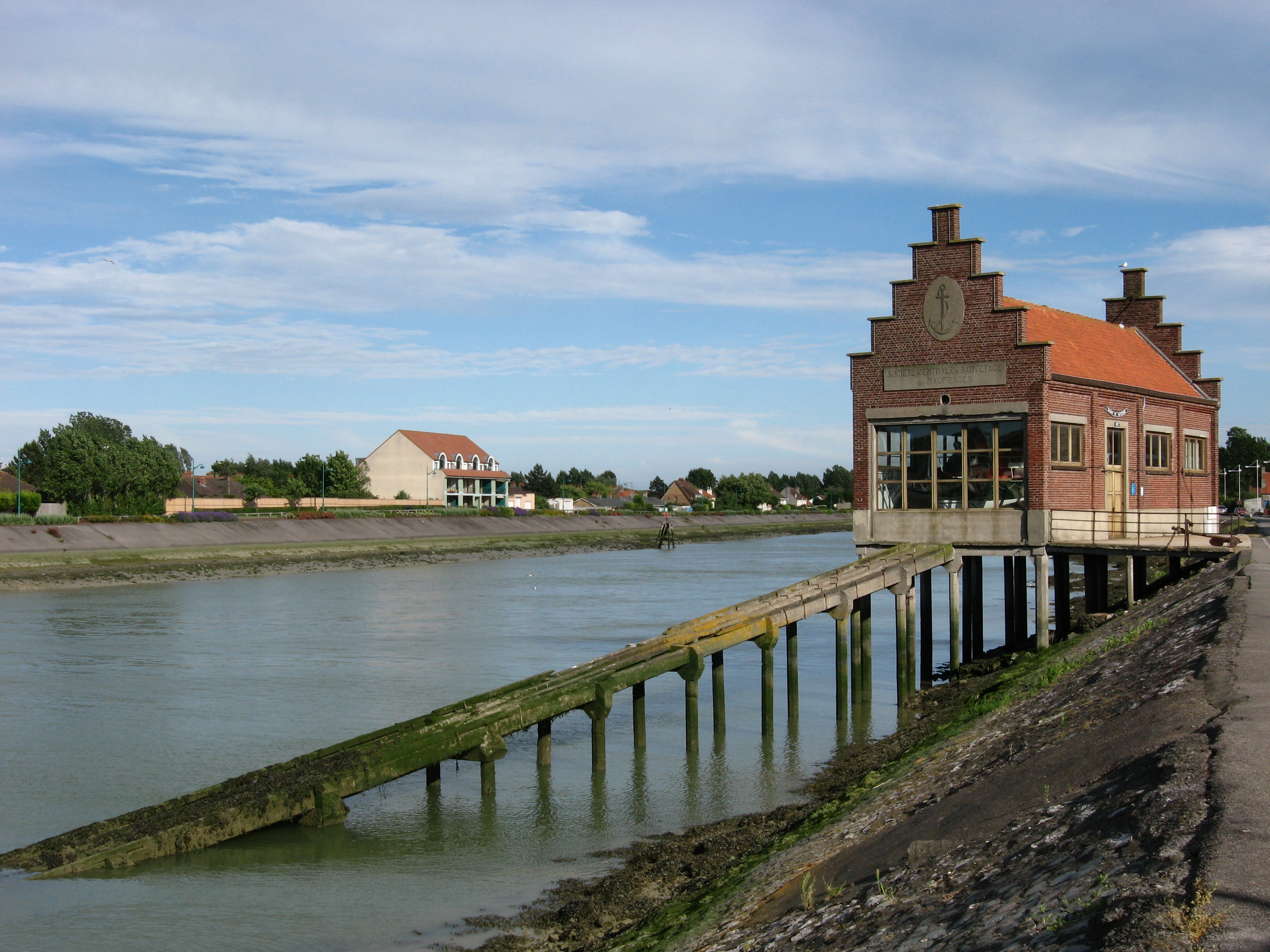
La maison du sauvetage

- Église Notre-Dame de Grâce, construite en 1860
- Maison du sauvetage, construite en 1937
- Musée de la mer
- Le calvaire des marins, une plaque commémorative y est apposée, voici le texte de celle-ci : « Le 7 septembre 1947 son Eminence Le Cardinal Liénart Évêque de Lille a inauguré et béni solennellement ce Calvaire des Marins et cette Grotte de N.D. de LOURDES érigés par souscription publique par la piété des habitants de Grand-Fort-Philippe en souvenir de leurs morts et en reconnaissance de la protection de leur patronne Notre Dame de Grâce durant la guerre 1939-1944. Passants respectez ce monument. Ne le dégradez pas. Architectes M.M. Delcourt Bruyant Entrepreneurs M.M. A Cuisiniers Fils».

### Personnalités liées à la commune
- Yves-Marie Vérove (1949-2022), joueur et entraîneur français de basket-ball.

### Traditions locales
- Le carnaval, qui a lieu le jour du Mardi Gras, existe dans le cadre du Carnaval de Dunkerque. Il est basé sur les mêmes principes, à l'exception près qu'à la fin de la bande, on ne jette pas de harengs, mais on brûle un géant confectionné par la municipalité. Autour de cette date, plusieurs bals sont organisés à la salle des fêtes.
- Comme beaucoup de villes et villages du Nord de la France, Grand-Fort-Philippe possède ses géants : La Matelote (1995), Fiu (2003), Gut (2009), Sœur (2013) et Bergur le Géant musicien de l'Harmonie Sainte-Cécile.

La première représente une femme de pêcheur du siècle dernier, en costume traditionnel. Elle a "épousé" l'Islandais, de Gravelines, en 2000. Ils ont quatre enfants: Fiu (matelot), Nette (vérotière), Gut (marin à Seafrance) et Sœur (plaisancière). Bergur est le neveu islandais de la Matelote, fils du frère décédé en mer il y a très longtemps. Musicien de formation, il intègre l'harmonie fin 2013. Les géants de Grand-Fort-Philippe sortent traditionnellement dans la commune le premier dimanche d'avril.
La fête de la Matelote est inscrite à l'inventaire du patrimoine culturel immatériel en France depuis 2013.
- La célébration du 15 août est un des évènements majeurs à Grand-Fort-Philippe. À l'issue de la messe, une procession part en direction du calvaire des marins, où le curé prononce sa bénédiction, devant une foule immense massée sur les deux rives du chenal. Les bateaux pavoisés sortent du port avec en tête la vedette de sauvetage de la SNSM, "La Philippoise", pour jeter à la mer une gerbe de fleurs, en mémoire de tous les marins disparus. L'église et les maisons sont pour l'occasion parées d'attributs maritimes (filets de pêche...) et religieux (représentations de la Sainte-Vierge...).
- La ducasse est également une fête traditionnelle du Nord de la France. À Grand-Fort-Philippe, elle a lieu la dernière semaine d'août (du samedi au mercredi, avec possibilité de raccroc jusqu'au dimanche), et symbolise le retour des pêcheurs à Islande.
- Aux alentours du 10 novembre est célébrée la fête séculaire de la Saint-Martin. Les enfants défilent dans les rues, munis de lanternes, à la recherche de l'âne de Saint-Martin. Un concours de betteraves sculptées est organisé.
- Un marché hebdomadaire a lieu le lundi matin.

### Spécialité culinaire
Grand-Fort-Philippe est célèbre pour son « cululutte », grosse brioche truffée de raisins, à manger avec une sauce aromatisée au rhum. Il doit son nom à Ernest Clercq, surnommé « Lulutte », ouvrier-boulanger qui l'inventa vers 1900.
L'histoire dit que les marins allaient dans une boulangerie, et criaient « Un Cul, Lulutte » pour demander cette brioche ayant une forme très ronde, inventée par le boulanger surnommé Lulutte.
L'expression est devenu un mot, par l'association des mots cul et Lulutte.
Cette brioche servait autrefois aux marins pêcheurs de la ville, ils prenaient des cululuttes en mer qu'ils plongeaient dans du rhum ou du vin chaud avant de les manger, pour se réchauffer longtemps lors des grosses tempêtes en mer.

### Héraldique
|  | Les armes de Grand-Fort-Philippe se blasonnent ainsi : D'or au lion de sable, à la bordure de gueules, orné d'une ancre de sable, la trabe et le stangue du même et la gumène d'argent. |